# Tim Frey
Tim Frey, de son nom complet Timotheos Frey, né le 19 septembre 1972 à Bâle, est une personnalité politique suisse et membre du Parti démocrate-chrétien (PDC). Entre printemps 2009 et juin 2012, il a occupé le poste de secrétaire général du PDC. 
Aujourd'hui, il travaille en tant que conseiller RP. 

## Biographie
De profession dessinateur en architecture d'intérieur CFC, il étudie la science politique à l'Université de Genève après avoir exercé son métier pendant quelques années. Il obtient sa licence ès sciences politiques en 2002. Il poursuit sa carrière scientifique à l'Université de Zurich. En 2008 il obtient son doctorat. Le 14 février 2009, il est nommé secrétaire général du PDC,.
Après avoir quitté le secrétariat du parti, il dirigeait le département des affaires publiques de l’agence RP Burson-Marsteller Suisse jusqu'en été 2018.

## Œuvres
- Die Christdemokratie in Westeuropa – Der schmale Grat zum Erfolg. Nomos, Baden-Baden 2009.
- West European politics in the age of globalization, coauteur avec Hanspeter Kriesi, Edgar Grande, Romain Lachat, Martin Dolezal und Simon Bornschier. Cambridge University Press, Cambridge 2008.